# 方形螺母

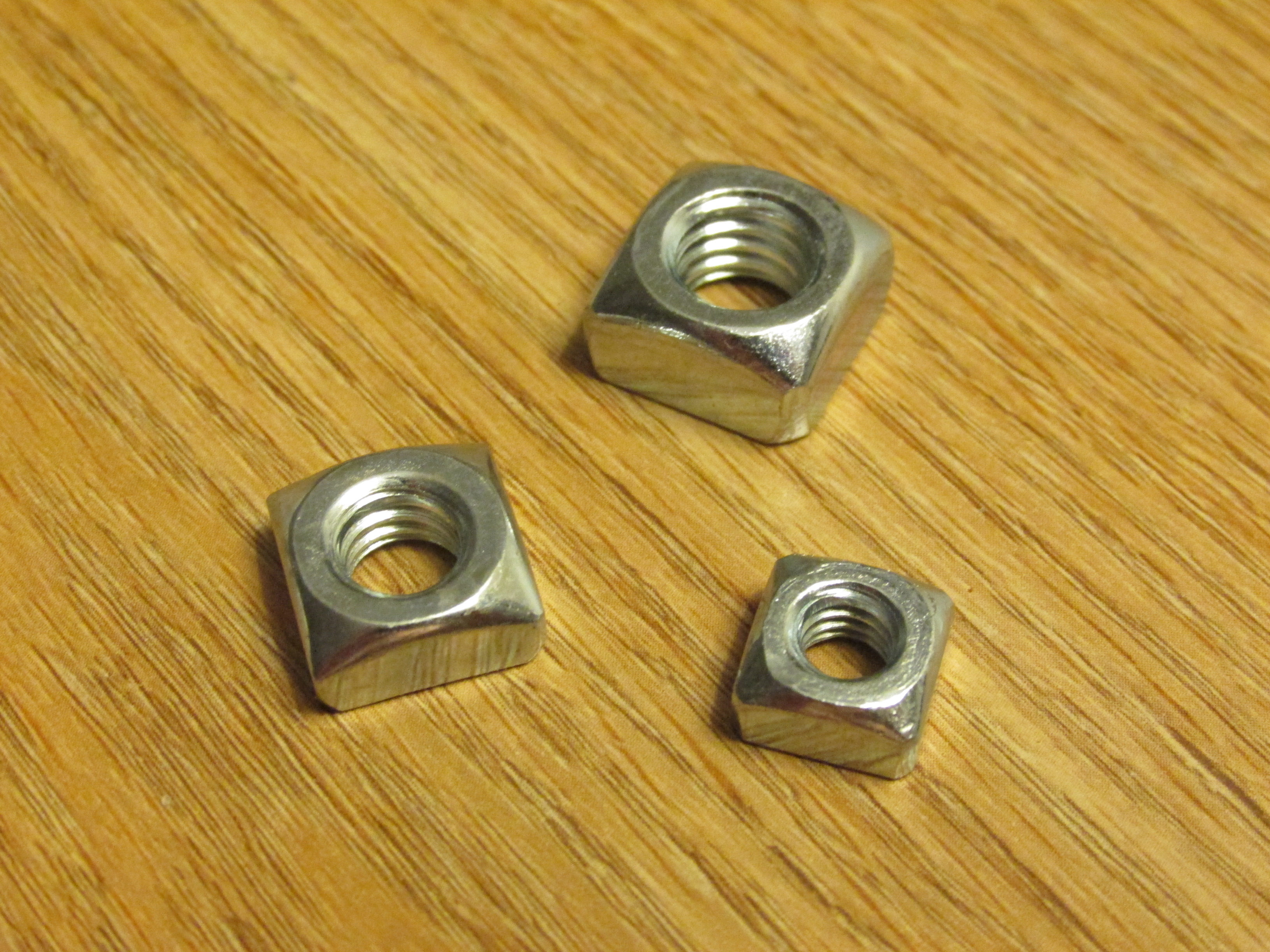
方形螺母

方形螺母是一個四方形螺母。在反复鬆動/擰緊循環後，它們也不太可能變圓。方形螺母通常與方頭螺栓配合。方形螺母與平墊圈一起使用，以避免其鋒利邊緣的損壞，並有助於增加緊固件的強度。方形螺母可以具有標準，細或粗的螺紋，表面具有鉻酸鹽轉化鍍層。大多數可以符合ASTM A194，ASTM A563或ASTM F594標準。

## 歷史
早期的螺母是由木頭製成的，並與木釘一起使用。方形形狀使得可以形成工具以將螺母擰緊到位。後來的木質螺母被鋼製螺母取代，現代螺母由鋼製棒材鍛造而成，並與鋼螺栓一起使用。
方形鋼螺母在19世紀末到中期20世紀的機械上很常見。今天六角形螺母取代了他們。一個原因是六角形螺母每60°提供一個新的扳手通道，而方形螺母僅在每90°提供一個。

## 好處
通過抓住兩側輕鬆鎖緊，使用鉗子或扳手在狹小空間內方便使用，可以快速測量螺母的位置。

## 應用
常用於家具，它們也用於軌道，以防止在施加壓力時在軌道中轉動。它們還用於在隱藏緊固件的金屬通道中打造完美的基礎。